# Sanne Wevers
Sanne Wevers (Leeuwarden, 17 settembre 1991) è una ginnasta olandese, membro della Nazionale di ginnastica artistica femminile dei Paesi Bassi e campionessa olimpica alla trave alle Olimpiadi di Rio de Janeiro 2016.

## Biografia
Figlia di due allenatori di ginnastica artistica, Sanne ha iniziato a praticare l'attività sportiva insieme a sua sorella gemella Lieke, anche lei ginnasta della nazionale, allenandosi entrambe con il padre Vincent.

## Carriera
La sua carriera internazionale juniores ha avuto inizio con il debutto ai campionati europei giovanili del 2004 disputati ad Amsterdam. Da senior ha iniziato a rappresentare i Paesi Bassi nel 2007 durante la Coppa del Mondo svoltasi a Gand, giungendo settima nella finale delle parallele asimmetriche. Lo stesso anno ha partecipato pure agli Europei di Amsterdam non riuscendo però ad accedere alle finali di parallele, trave e corpo libero. Giunta seconda nel concorso individuale al campionato olandese del 2008, e potendo i Paesi Bassi schierare alle Olimpiadi di Pechino 2008 solamente una ginnasta, la scelta finale è ricaduta sulla campionessa nazionale Suzanne Harmes.
Nel 2009 ha vinto il suo primo titolo nazionale, conquistando l'oro alla trave nel corso dei campionati olandesi assoluti. Reduce da un infortunio al gomito, Sanne Wevers ha preso parte ai Mondiali di Rotterdam 2010 mancando, con il nono posto ottenuto, la qualificazione nella finale della gara a squadre per una posizione. In quella occasione le è stata riconosciuta una difficoltà alla trave con il proprio nome, la pirouette Wevers, consistente in una doppia rotazione con gamba all'orizzontale. Dopo i campionati mondiali un infortunio alla spalla l'ha costretta a sottoporsi ad un intervento chirurgico, e l'anno seguente un nuovo infortunio al piede l'ha estromessa dalla competizione per l'accesso alle Olimpiadi di Londra 2012.
A distanza di tre anni, Sanne Wevers è tornata a rappresentare i Paesi Bassi ai campionati mondiali durante Anversa 2013. L'anno successivo si è laureata campionessa olandese alla trave ed è arrivata seconda nelle parallele asimmetriche, mentre il 2015 è stato l'anno dei primi importanti successi internazionali: dapprima la ginnasta olandese ha vinto la medaglia di bronzo alle parallele asimmetriche agli Europei di Montpellier (punteggio 14.200) davanti alla britannica Ellie Downie (punteggio 14.100), e sei mesi più tardi ha conquistato l'argento alla trave ai Mondiali di Glasgow (punteggio 14.333) dietro la statunitense Simone Biles (punteggio 15.358).
Sanne Wevers ha partecipato inoltre alle Olimpiadi di Rio de Janeiro 2016, gareggiando alle parallele asimmetriche e alla trave. Non è riuscita a raggiungere la finale alle parallele, mentre ha guadagnato l'accesso alla finale alla trave ottenendo il quarto posto alle qualificazioni (15.066). Vince infine la medaglia d'oro alla trave con 15.466, davanti alle statunitensi Laurie Hernandez (15.333) e Simone Biles (14.733). Nel concorso a squadre si è piazzata settima con i Paesi Bassi.
Agli Europei di Glasgow 2018 ha vinto il suo primo titolo continentale classificandosi prima alla trave, oltre a contribuire al bronzo vinto nella gara a squadre. Ai successivi Mondiali di Stoccarda ha raggiunto la finale alla trave, concludendo la gara in settima posizione a causa di una caduta.
Nel 2019 a Stoccarda ha preso nuovamente parte ai campionati mondiali, dove ha contribuito all'ottavo posto dei Paesi Bassi nella finale a squadre, senza riuscire ad accedere alla finale alla trave.
Nel 2021 viene scelta per partecipare alle Olimpiadi di Tokyo insieme a Lieke Wevers, Vera Van Pol e Eythora Thorsdottir.
Il 25 luglio prende parte alle Qualifiche: l'Olanda non riesce a qualificarsi per la finale a squadre e Wevers non riesce ad accedere alla finale alla trave, perdendo la possibilità di difendere il titolo olimpico.

## Riconoscimenti
- Sportiva olandese dell'anno (2016)